# Kalkmossor
Kalkmossor (Tortella) är ett släkte av bladmossor. Kalkmossor ingår i familjen Pottiaceae.

## Bildgalleri

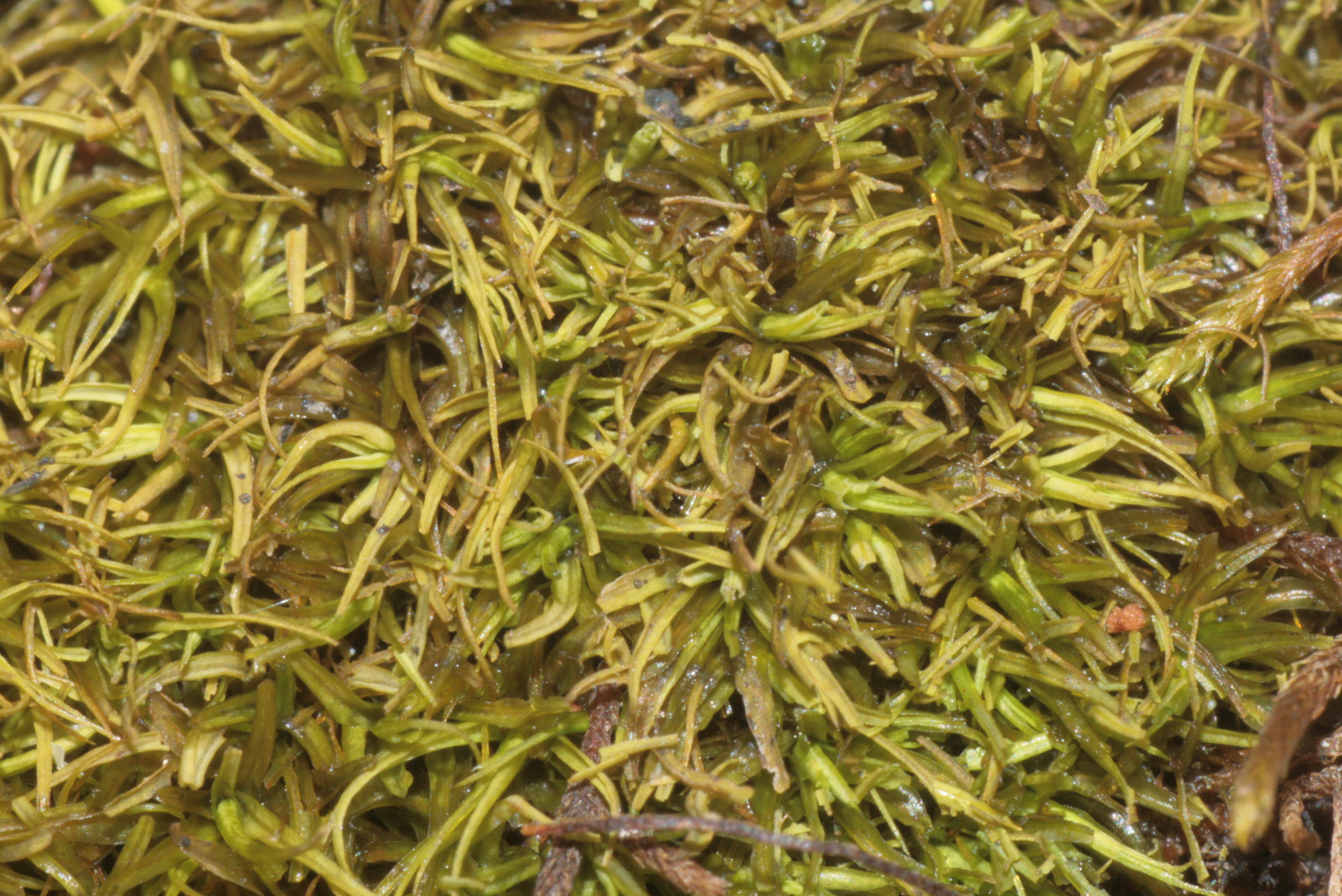
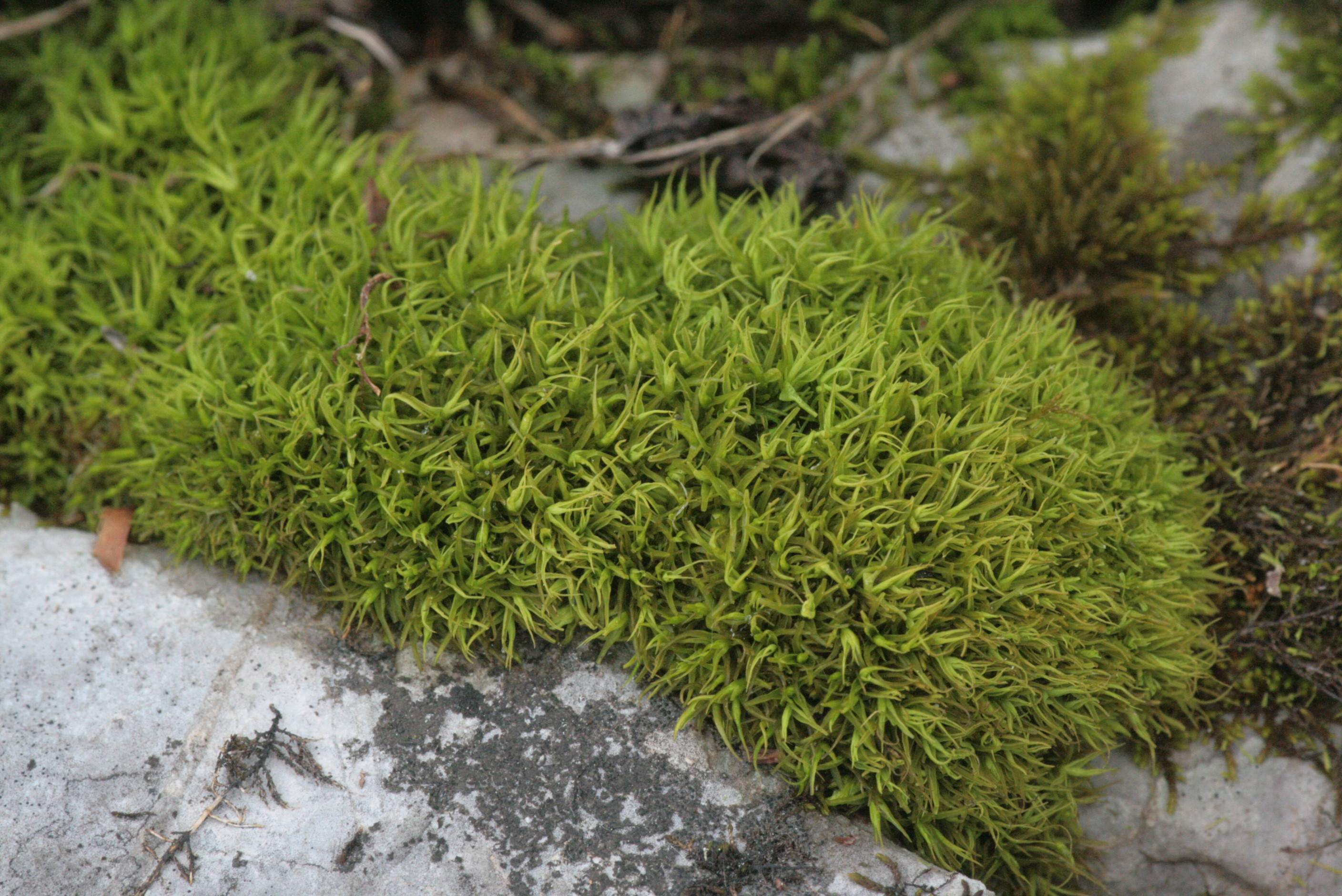
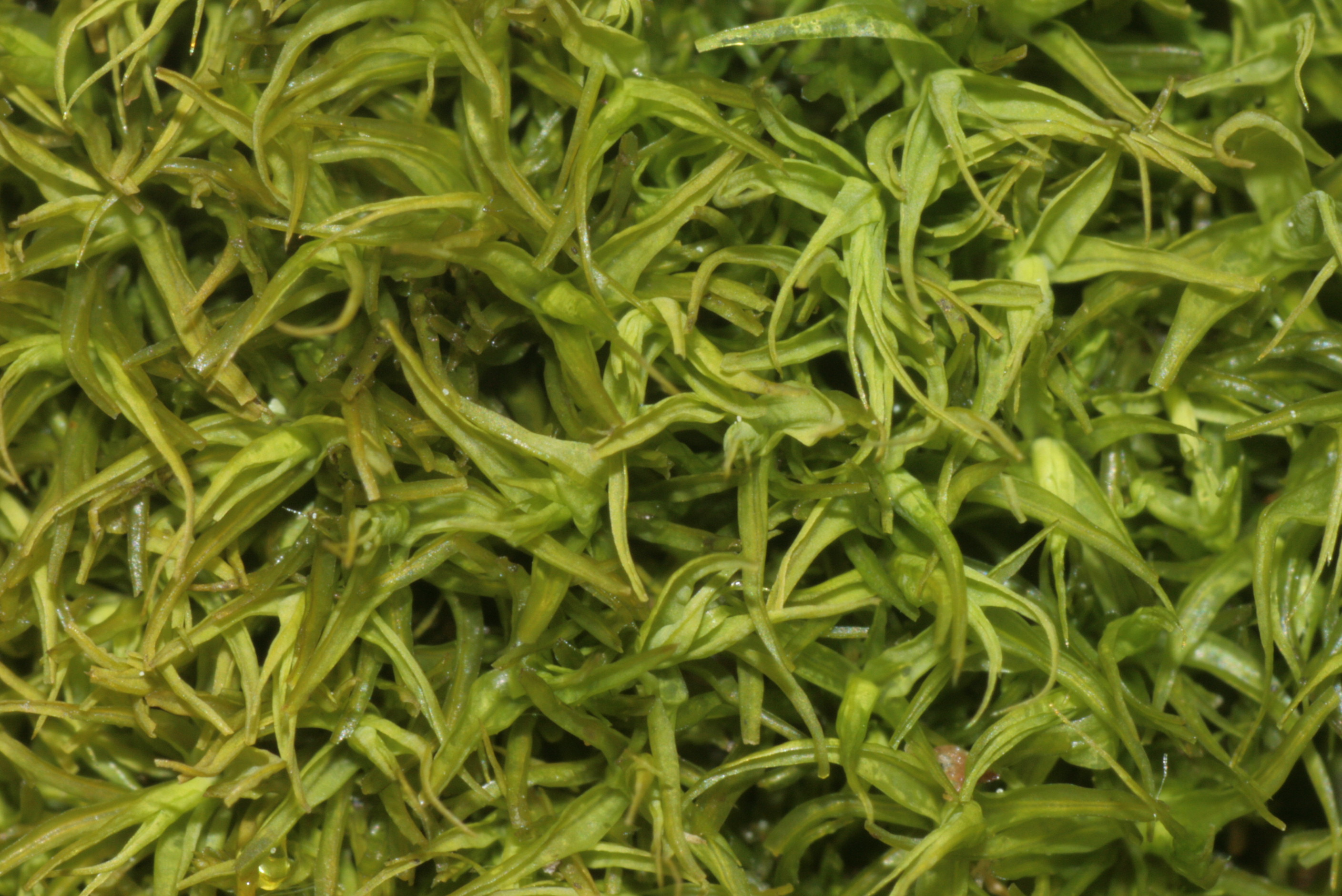
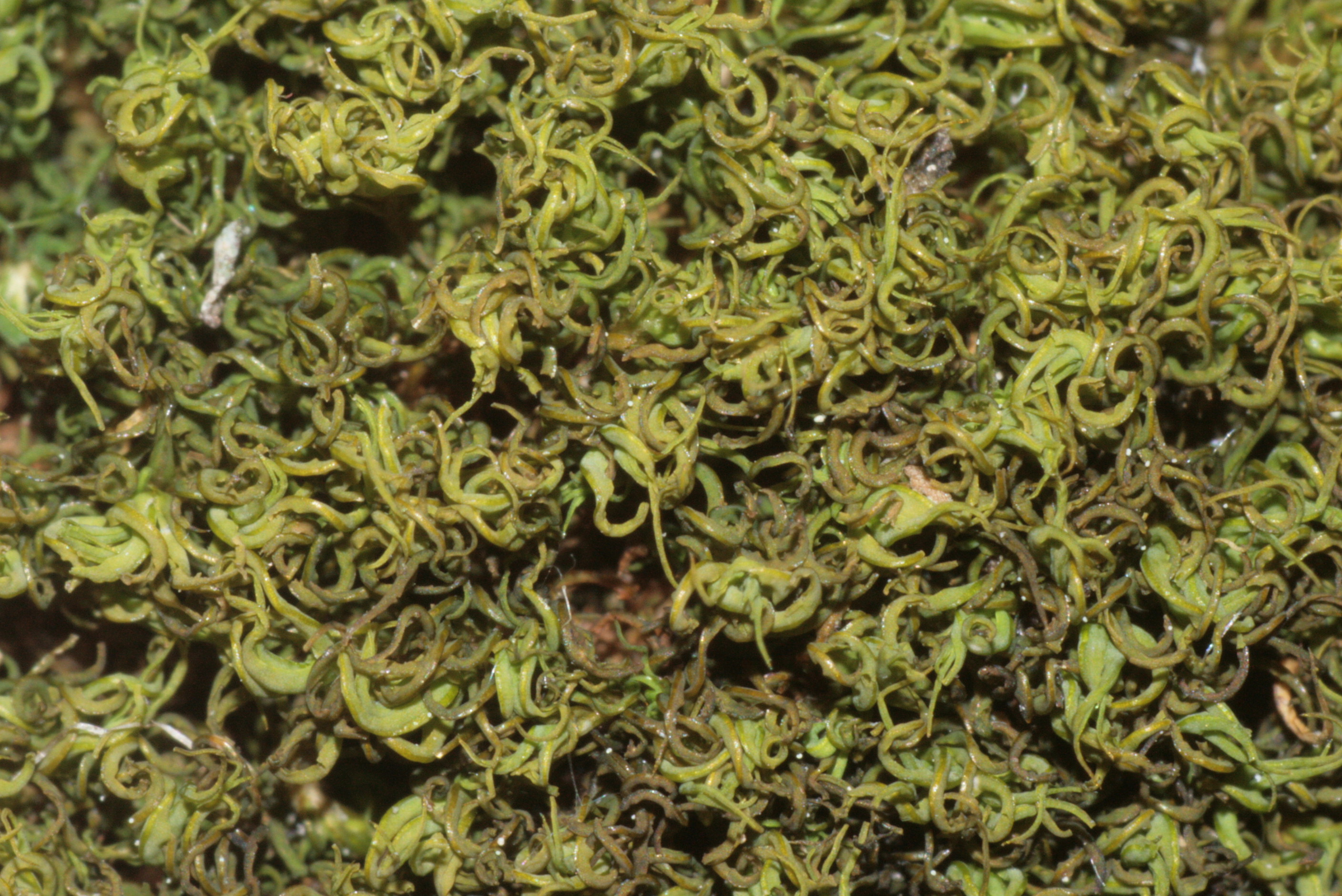
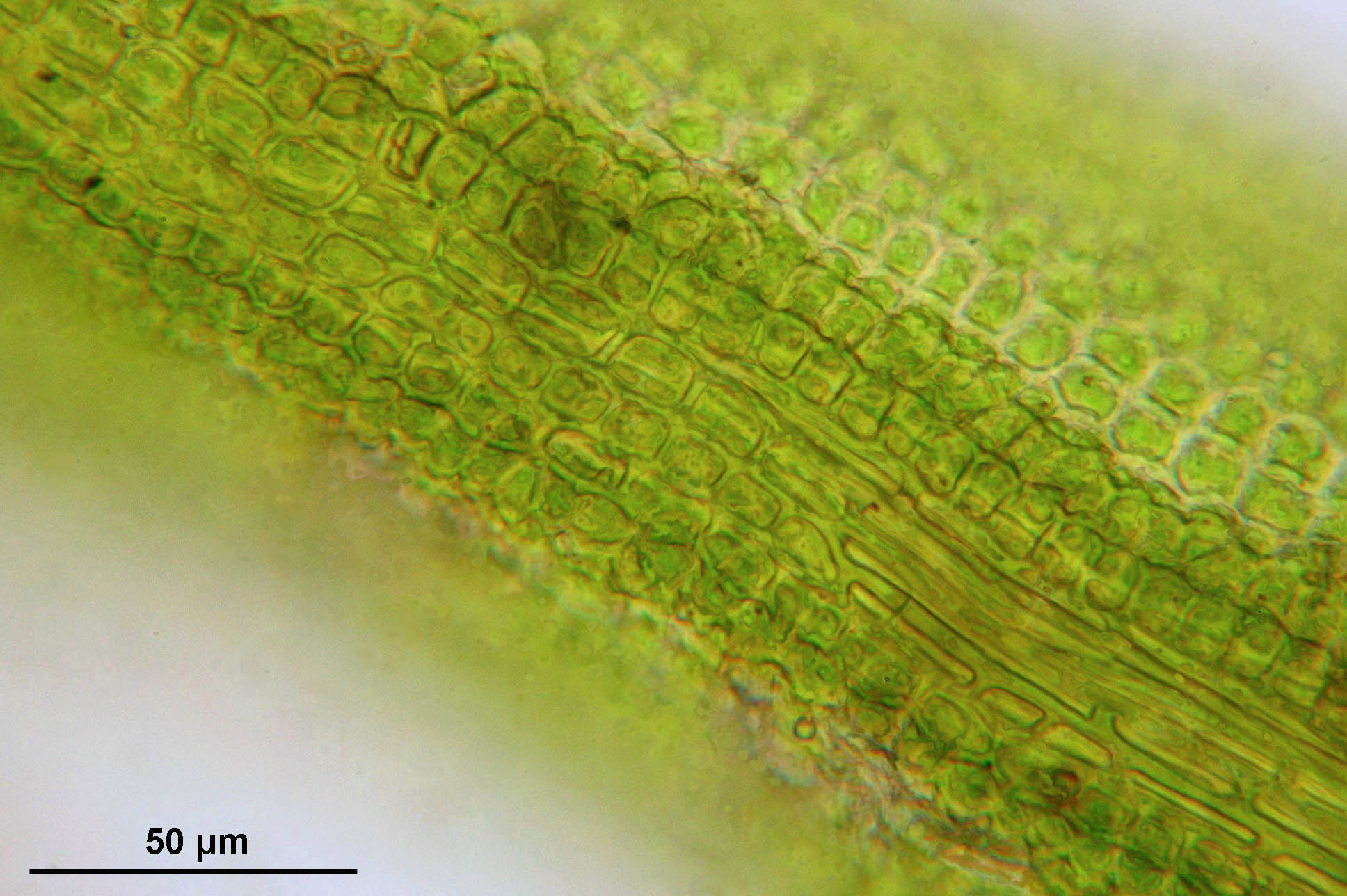
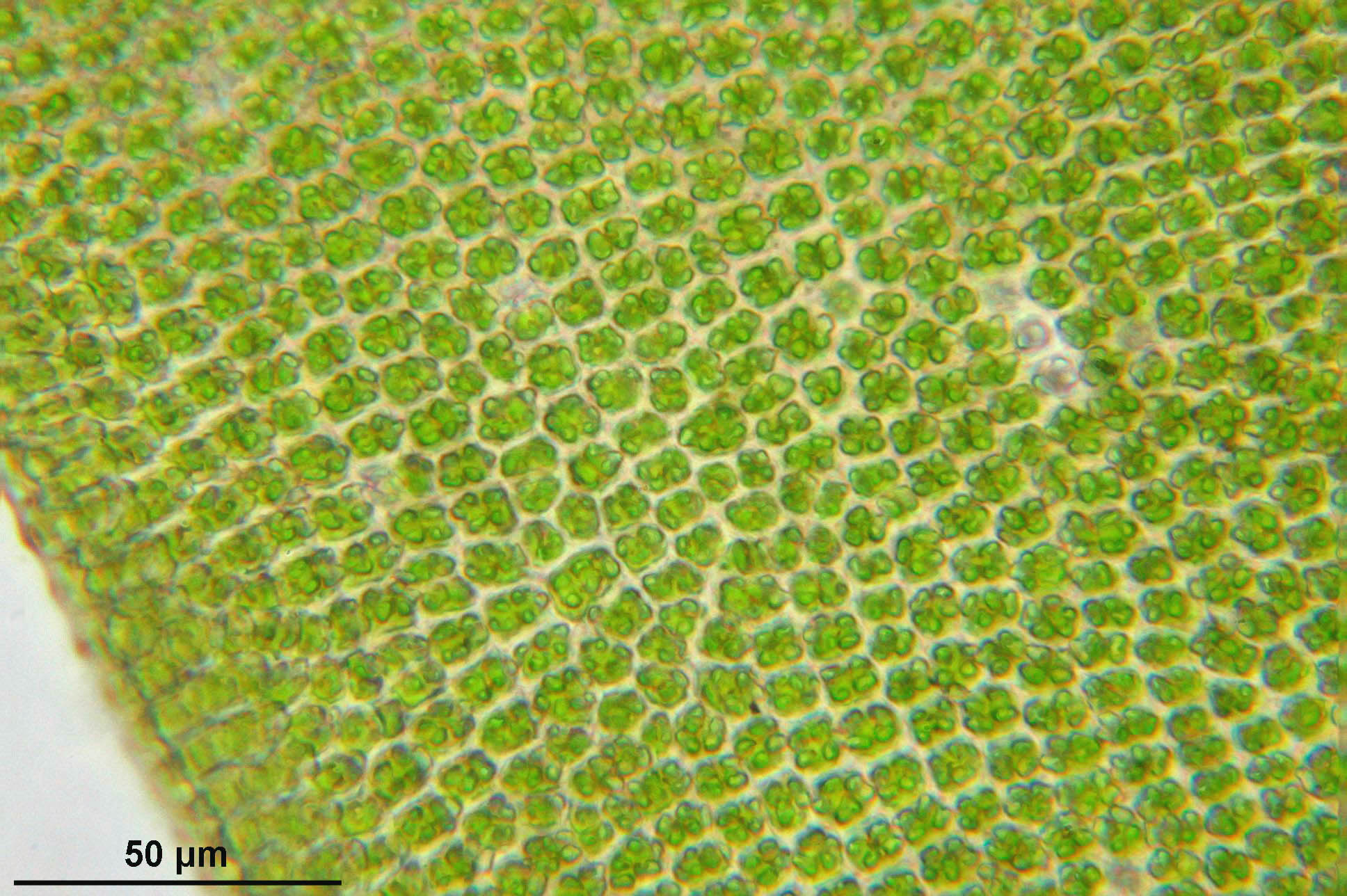

## Dottertaxa till Kalkmossor, i alfabetisk ordning[1][2]
- Tortella alpicola
- Tortella aprica
- Tortella brotheri
- Tortella bryotropica
- Tortella cirrifolia
- Tortella contortifolia
- Tortella cryptocarpa
- Tortella cyrtobasis
- Tortella dakinii
- Tortella densa
- Tortella eckendorffii
- Tortella flavovirens
- Tortella fragilis
- Tortella fragillima
- Tortella fristedtii
- Tortella fruchartii
- Tortella germainii
- Tortella goniospora
- Tortella hosseusii
- Tortella humilis
- Tortella inclinata
- Tortella inflexa
- Tortella involutifolia
- Tortella jugicola
- Tortella kmetiana
- Tortella knightii
- Tortella lilliputana
- Tortella limbata
- Tortella lindmaniana
- Tortella linearis
- Tortella mooreae
- Tortella nitida
- Tortella novae-valesiae
- Tortella perrufula
- Tortella pilcomayica
- Tortella pseudocaespitosa
- Tortella rigens
- Tortella rubripes
- Tortella simplex
- Tortella smithii
- Tortella somaliae
- Tortella subflavovirens
- Tortella tortuosa
- Tortella undulatifolia
- Tortella walkeri
- Tortella vernicosa
- Tortella xanthocarpa